# Auguste Roussel (rose)
'Auguste Roussel' est un cultivar de rosier obtenu en 1913 par Barbier Frères & Compagnie. Il est issu d'un croisement d'un rosier botanique, Rosa macrophylla Lindl., et d'un rosier horticole, 'Papa Gontier'. Il est commercialisé chez des spécialistes de roses anciennes.

## Description
Il s'agit d'un rosier grimpant triploïde aux grandes fleurs roses avec parfois des nuances jaunes, pâlissant au fur et à mesure de la floraison. Les roses légèrement parfumées sont grandes aux grosses pétales légèrement ondulés, semi-doubles (9-16 pétales) fleurissant en bouquets et laissent bien voir leurs étamines dorées. La floraison n'est pas remontante et a lieu à la fin du printemps et au début de l'été.
Le buisson grimpant est presque érigé aux branches peu épineuses et au feuillage vert foncé mat. Il peut s'élever de 300 cm à 500 cm pour une envergure de 245 cm.
Sa zone de rusticité est de 6b à 9b, il est donc vigoureux et résistant aux températures hivernales. Il est parfait pour habiller un mur ou une grille.
Ce rosier doit son nom au chef de culture de René Barbier. On peut notamment l'admirer à la roseraie du Val-de-Marne de L'Haÿ-les-Roses, à la roseraie Jean-Dupont d'Orléans et à la roseraie du jardin botanique royal de Madrid.

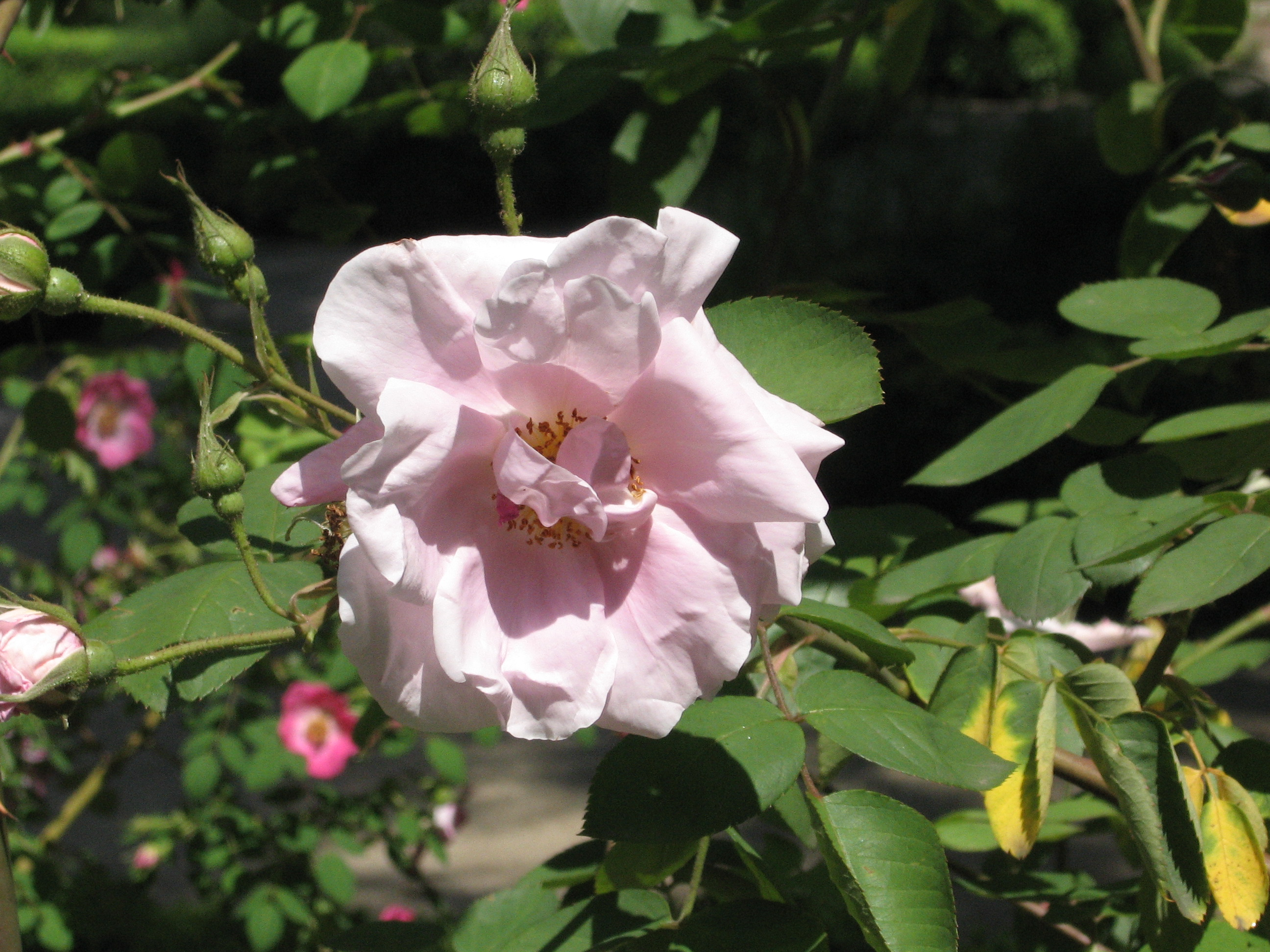
Rose 'Auguste Roussel' au jardin botanique royal de Madrid.